# 洛神 (1994年歌仔戲)
《洛神》是一部於1994年製播的台視楊麗花歌仔戲，也是第一部登上八點檔播出的電視歌仔戲作品。由楊麗花、宗華製作，楊麗花、李如麟、陳亞蘭、馮寶寶領銜主演，全劇共40集。台視開台五十週年【台視50經典再現】重播，台視主頻於2012年6月6日起，每週一至週五下午1點播出；6月26日起改為每週一至週五下午3點至4點播出。

## 播出時間

### 首播
| 頻道 | 所在地 | 播映日期        | 播出時間             |
| ---- | ------ | --------------- | -------------------- |
| 台視 | 臺灣   | 1994年1月10日起 | 週一～週五20：00播出 |

### 重播
| 頻道       | 所在地 | 播映日期       | 播出時間             |
| ---------- | ------ | -------------- | -------------------- |
| 台視主頻   | 臺灣   | 2012年6月6日起 | 週一～週五13：00播出 |
| 台視綜合台 | 臺灣   | 2019年         | 週一～週五09：00播出 |

## 故事大綱
黃初三年，曹植（子建）在萬般不如意的情況下離開京城，返回封地。子建行經洛水時，突聞遠處傳來天籟之音。只見紫色祥雲間仙幡飄渺，笙笛齊鳴，眾仙子簇擁著金色鳳鸞緩緩而降，甄后身著霓裳、巧笑倩兮。子建夢中驚醒，只見朗朗乾坤，洛水東流，甄后芳蹤已杳，方知南柯一夢；禁不住悲從中來，愴然淚下，昏昏然跌入回憶……
建安九年，曹操率大軍攻破袁紹據守的鄴城。曹植及其兄曹丕見袁紹妻甄宓，驚為天人，同時展開追求；殊不知曹操破城旨在甄氏，父子間一陣爾虞我詐。子建與甄氏感情日濃，曹丕亦窮追不捨；曹操之妻卞氏唯恐夜長夢多引起禍患，遂強促將甄氏嫁與曹丕。曹丕破南皮，得歌女郭氏，納為內侍。郭女城府深沈，聞曹丕與子建兄弟不和，又知甄氏對曹丕只是應付，此為攀昇最好時機；於是先取悅曹母，後殷勤照拂甄氏，在曹丕床前吹枕邊風，離間甄宓與兄弟間感情。郭氏用盡手段，總算攀上夫人之位，與甄妃平起平坐；後郭氏更採取一石兩鳥之計，誣賴丕之子乃曹植與甄宓所生；丕大怒，險些毒殺親生之子。
曹操有意立子建為太子，擁丕派大為驚慌。擁丕派有人獻計，勸丕以「德孝」爭取曹操好感。建安二十二年，丕終被立為太子。曹丕即位後在郭氏教唆下，展開血腥報復，凡曾唱反調者均一一誅殺，最後甄宓亦被賜死。甄后賜死的消息傳到子建耳中，子建痛不欲生，又接到曹丕聖旨，押解入京。步入洛陽大殿，曹丕親審子建，並命其以七步為詩。子建悲憤填膺，七步未完，千古名句已然吟出：「煮豆燃豆箕，豆在釜中泣，本是同根生，相煎何太急。」此詩撼動了曹丕的惻隱之心，適逢卞氏聞訊趕至，方解除了子建生死危機。囚在京師大牢中的子建，雖逃過死劫，卻生不如死。突然曹丕令人送來一物，子建拆閱，見是「金縷玉帶枕」，頓時如遭雷殛，天旋地轉。子建睹物思人，不覺潸然淚下。時逢深秋，落葉繽紛，濛濛煙雨；狼狽襤褸的子建跪別慈母，離開京師，步上漫漫歸路。
雨濛濛、淚濛濛、前途茫茫…泥濘路上，子建踽踽獨行，懷中緊握金縷玉帶枕，緩緩入夢而去。突然雷電交鳴，震醒子建。只見景物依舊，人事已非；向著茫茫洛水呼喚，但喚回的只是無盡的風聲、雨聲、浪濤聲。子建打開行囊，取出紙墨，揮毫寫下「感甄賦」，故事結束。子建的「感甄賦」，後被曹丕子曹叡因影射其母而改為「洛神賦」，這就是「洛神」故事的由來。

## 演員列表

### 主要演員
| 演員                     | 角色       | 介紹                                                     |
| 楊麗花                   | 曹植(子建) | 曹操第三子，喜欢甄宓                                     |
| 李如麟                   | 曹丕(子桓) | 曹操長子，喜欢甄宓                                       |
| 陳亞蘭                   | 郭笑       | 原為南皮的歌伎，處心積慮成為曹丕之側室，最後受封為皇后。 |
| 馮寶寶(許仙姬配音、代唱) | 甄宓(洛神) | 曹丕元配                                                 |
| 潘麗麗                   | 紫嫣       | 甄宓丫環                                                 |
| 葉麗娜                   | 崔妍       | 曹植妻子                                                 |
| 黃龍                     | 曹操(孟德) |                                                          |
| 小鳳仙                   | 卞氏       | 曹操妻子                                                 |
| 陳文山                   | 曹彰(子孝) | 曹操次子                                                 |

### 其他演員
| 演員   | 角色     | 介紹                           |
| 簡遠信 | 楊修     | 在曹營任職主簿，與曹植是知己。 |
| 林麗安 | 清河公主 | 曹操長女                       |
| 宗衛   | 袁熙     |                                |
| 吳梅芳 | 王氏     | 曹操之妾                       |
| 紀麗如 | 彩蘋     | 郭笑丫環                       |
| 鄭麗惠 | 袁冰     |                                |

## 電視劇歌曲
片頭曲
| 歌曲名稱 | 作詞 | 作曲   | 演唱者 | 備註 |
| 洛神     | 姚謙 | 張弘毅 | 蔡琴   |      |

片尾曲
| 歌曲名稱   | 作詞   | 作曲   | 演唱者         | 備註 |
| 袂當愛的人 | 林秋離 | 熊美玲 | 陳亞蘭、施文彬 |      |

## 製作團隊
- 監製：李光輝
- 督導：黃以功
- 製作人：楊麗花、宗華
- 企劃：王韻儀
- 策劃：甯宜文
- 故事創作：宗華
- 編劇：簡遠信、甯宜文、宗華
- 音樂指導：黃石、曾仲影
- 執行製作：李紹銘
- 副導演：裴荃齡、林訓文
- 武術指導：丁仰國、張孝正
- 服裝設計：孔權開
- 片頭設計：周博文
- 片頭題字：朱國鈞
- 舞蹈：董成瑩工作室
- 導演：宗華
- 執行助理：
- 化妝：康海倫、趙貴珠、陰文瑜
- 梳妝：江月嬌
- 服裝：朱文芳
- 陳設道具：莊寬來
- 道具製作：
- 置景總監：
- 置景一班：
- 美術指導：吳進成
- 剪輯：
- 後製剪輯：
- 視訊：林新郎、龔林藝
- 成音：陳忠雄、陳英培
- 外景攝影：徐國棟
- 攝影：羅金銘、劉家漢、林獻舜
- 燈光：呂金獅
- 技術指導：黃熙
- 助理導播：羅淑儀
- 現場指導：姚弘毅
- 導播：顧輝雄
- 製作公司：台灣電視公司
- 贊助單位：（2019年）福爾血糖機

## 軼事
1994年，臺灣省政府、台視、《聯合報》與《民生報》共同主辦「關愛鄉土：疼惜我們的所在」晚會，台視錄影剪輯為《楊麗花關愛鄉土特別演出》播出，陳美鳳、澎恰恰主持，簡遠信編劇、《洛神》主要演員群合演搞笑歌仔戲《洛神笑傳》。
1994年1月8日，楊麗花上台視綜藝節目《龍兄虎弟》接受主持人張菲、費玉清訪問，訪問中播放《洛神》NG片段搭配楊麗花即時解說。三人對談中提到，台視大樂團指揮楊水金都叫楊麗花「阿洛」，這是楊麗花的乳名。
華視綜藝節目《綜藝萬花筒》於1994年3月1日開播的短劇單元〈電視研究所〉，第一集以搞笑歌仔戲《洛神茶與蛋花湯》戲仿《洛神》，劇中戲仿楊麗花因看不清楚大字報而連續NG。
2022年4月，楊麗花在台視60週年台慶特別節目《台視60 璀璨年代》接受主持人郭中訪問時說，她找馮寶寶而非許秀年來主演《洛神》，理由是給觀眾新鮮感，不是她嫌棄許秀年；馮寶寶學過粵劇，有身段，不會講臺灣閩南語沒關係，找人配音就行。

## 外部參考
- 《洛神》-台灣大百科全書 （页面存档备份，存于）

## 作品的變遷
| 台視 週一至週五 20:00～21:00              | 台視 週一至週五 20:00～21:00        | 台視 週一至週五 20:00～21:00 |
| ----------------------------------------- | ----------------------------------- | ---------------------------- |
|                                           | 洛神 （1994.1.10 - 1994.3.10）      |                              |
| 大太監與小木匠 （1993.11.15 - 1994.1.10） | 倚天屠龍記 （1994.3.10 - 1994.6.6） |                              |

| 台視 週一至週五 15:00~16:00（6月26日起）、13:00~15:00 | 台視 週一至週五 15:00~16:00（6月26日起）、13:00~15:00 | 台視 週一至週五 15:00~16:00（6月26日起）、13:00~15:00 |
| ----------------------------------------------------- | ----------------------------------------------------- | ----------------------------------------------------- |
|                                                       | 洛神 （2012.6.6 - 2012.7.10）                         |                                                       |
| 君臣情深 （2012.5.10 - 2012.6.5）                     | 紅塵奇英 （2012.7.11 - 2012.8.14）                    |                                                       |